# 올베르스의 역설

올베르스의 역설(독일어: Olberssches Paradoxon)이란 1823년 독일의 천문학자인 하인리히 올베르스에 의해 주장된 것으로, 이것은 그동안 가지고 있던 어두운 밤하늘이 무한하고 정적인 우주라는 점이 모순된다는 것을 보여준다. 이 역설은 우주가 정적이지 않다는 빅뱅 이론과 같은 우주론을 지지하는 증거 중 하나이다. 이 "역설"은 때때로 "어두운 밤하늘 역설"이라고 불린다. (물리적 역설보기).

## 가정
만약에 우주가 무한한 수의 균일한 빛을 가진 별을 가지고 있다면:
1. 지구로부터 일정한 거리에 있는 별 무리들로부터 받는 빛의 합은 거리와 무관하다;
2. 모든 빛은 결국 별의 표면에서부터 출발한다;
3. 따라서 하늘은 별의 표면처럼 밝아야 한다.

하늘의 별빛은 태양과의 거리인 1AU에 비해 r배 멀리있다고 생각하면,
그 빛의 세기는 별의 빛에 비해 {\displaystyle 1/r^{2}}이다.
그러나, 거리 r의 우주 단면적은 {\displaystyle r^{2}}배 증가하므로
결국 별 표면과 동일한 정도의 빛이 지구에 도달하게 된다.
우주가 균일한 빛을 가진 별을 가진다고 가정했으므로,
별의 빛과 태양의 빛의 세기는 동일하고
따라서 하늘은 늘 정오의 태양처럼 밝아야 한다는 결론이 나온다.

## 역설의 해결
올베르스의 역설은 벤틀리의 역설처럼 속사정이 매우 복잡하여 오랫동안 해결되지 못했다. 17세기 천문학계의 거장이었던 케플러도 이 문제(의 원형 - 토마스 디그스에 의해 주장되었다-) 때문에 골머리를 앓다가 "우주가 유한해서 그렇다"고 결론내리고 말았다. 이 이론은 우주가 유한하기 때문에 빛의 양도 유한하다고 가정하여 역설을 해결할 수 있지만, 편법일 뿐이었다.
역설의 제기자인 올베르스 본인은 우주의 먼지와 가스 구름들이 별빛을 흡수하기 때문에 모든 별빛들이 지구에 도달할 수 없다는 "가스층 흡수 이론"을 주장했다. 그러나 먼지구름 이론은 역설을 완전히 해결할 수 없는데, 먼지와 가스층이 우주공간을 메우고 있다면 오랜 세월 빛에 노출되어 발광 성운이 되어 먼지구름 자체가 별처럼 빛을 내게 되기 때문이다.
올베르스의 역설을 처음으로 해결한 사람은 미국의 추리 소설 작가이자 아마추어 천문학자였던 에드거 앨런 포였다. 포는 죽기 직전에 《유레카》(Eureka)라는 산문시집을 출간했는데, 이 중에 자신이 천체관측을 한 것을 난해한 산문시로 써 놓은 것이 있다. 포는 "광활한 우주공간에 별이 존재할 수 없는 공간이 따로 있을 수는 없으므로, 우주공간의 대부분이 비어 있는 것처럼 보이는 것은 천체로부터 방출된 빛이 우리에게 도달하지 않았기 때문이다"고 생각했다. 또, 에드거 앨런 포는 이 아이디어는 너무 아름다워서 진실일 수밖에 없다고도 했다.
1901년에는 물리학자 켈빈도 올베르스의 역설을 다음과 같은 논리로 해결했다. 빛의 속도가 유한하기 때문에 우주 공간을 진행하려면 시간이 소요되므로 밤하늘의 모습은 지금 이 순간의 별이 아니라 별의 과거 모습이다. 밤하늘이 밝게 빛나려면 우주의 크기가 적어도 수백조 광년 이상 되어야 하지만 우리 우주가 아직 그 정도 나이를 먹지 않았기 때문에 밤하늘이 검게 보인다.
즉, 요약하자면 빛의 속도는 유한하여 일부 빛은 아직 지구에 도달하지 않았으며, 빅뱅 우주론에 따르면 우주는 유한한 나이를 가지기 때문에 항성들이 일정 거리 안에만 존재하고, 우주가 팽창하기 때문에 세월이 흐를수록 아직 도달하지 못한 빛들이 마저 도달하여 밤하늘의 밝기가 점차 밝아지는 현상도 나타나지 않는다. 또한 우주는 팽창하고 있기 때문에 모든 빛에는 적색 편이 현상이 일어나게 되므로, 가시광 영역의 빛들이 파장이 길어져 적외선 영역으로 들어가버리기 때문에 우리 눈에는 보이지 않게 된다.

## 같이 보기
- 지평선 문제

## 참고 자료
- Paul Wesson, "Olbers' paradox and the spectral intensity of the extragalactic background light"[깨진 링크(과거 내용 찾기)], The Astrophysical Journal 367, pp. 399-406 (1991).